# 衆議院議員選挙区画定審議会
衆議院議員選挙区画定審議会（しゅうぎいんぎいんせんきょくかくていしんぎかい）は、内閣府の審議会等で、衆議院議員選挙区画定審議会設置法に基づいて1994年（平成6年）4月11日に設置された機関である。略称：区割り審。

## 概要
衆議院小選挙区選出議員の選挙区の改定に関し、調査審議し、必要があると認めるときは、その改定案を作成して内閣総理大臣に勧告を行う。勧告は10年ごとの国勢調査の結果による人口が最初に官報で公示された日から1年以内に行うものとする。また、それ以外でも審議会は、各選挙区の人口の著しい不均衡その他特別の事情があると認める時は勧告を行うことができる。 
区割りの作成の基準は以下の通りである。
- 各選挙区の人口の均衡を図り、各選挙区の人口のうち、その最も多いものを最も少ないもので除して得た数が二以上とならないようにすることを基本とし、行政区画、地勢、交通等の事情を総合的に考慮して合理的に行わなければならない。
- 各都道府県区域内における衆議院小選挙区選出議員の選挙区の数を以下の通りにする（2012年11月以降からこの規定は廃止され、以下の規定から11つの県について1人ずつ配分が減らす規定となっている）。
  - 小選挙区定数300のうち47都道府県に1議席を「別枠」として配分する（1人別枠方式）。
  - 小選挙区定数300から上記の47を引いた残り253を人口で比例配分する（比例配分方式）

審議会は、その所掌事務を遂行するため必要があると認めるときは、行政機関及び地方公共団体の長に対して、資料の提出、意見の開陳、説明その他の必要な協力を求めることができる。 
内閣総理大臣は審議会から勧告を受けた際には、国会に報告することが規定されている。

## 沿革
1994年4月11日に設置。荒尾正浩、石川忠雄、内田満、大林勝臣、大宅映子、塩野宏、味村治の7人が委員に任命され、石川が会長に就いた。同年6月2日、（1）一票の格差を2倍未満にする、（2）市区町村・郡の分割は原則しない、（3）選挙区の飛び地は作らない、（4）地勢・交通・自然的社会的条件を総合的に考慮する、の4つの基準が正式に決定。
同年8月11日、区割り審は首相官邸で総会を開き、「小選挙区300・比例代表200」の区割り案を最終決定。村山富市首相に勧告した。最大と最小の一票の格差は2.137倍。第八次選挙制度審議会答申に基づく海部内閣案の2.146倍よりわずかに是正されたが、2倍を超える選挙区は海部内閣案より一つ多い28選挙区になった。これを受けて、村山内閣は区割り法案をまとめ10月4日に国会に提出。11月21日、衆議院小選挙区区割り法は可決した。
2011年3月23日に最高裁判所で2009年の第45回衆議院議員総選挙で一票の格差について違憲状態判決を出した際に衆議院議員選挙区画定審議会設置法第3条第2項が規定する「1人別枠方式」の廃止を取り上げた。しかし、衆議院議員選挙区画定審議会設置法第3条第2項について各党が自党に有利な選挙制度にする思惑から様々な駆け引きが行われたため国会で法改正が進まなかった。そのため、衆議院議員選挙区画定審議会設置法第4条第1項が規定する2010年の国勢調査結果による人口が最初に官報で公示された日から1年後の勧告期限である2012年2月25日が過ぎてしまい、最高裁判所から違憲状態を指摘されているために勧告ができない違法状態となった。2012年11月16日に現行の都道府県別の小選挙区の数をベースにしつつ5県（山梨県・福井県・徳島県・高知県・佐賀県）の小選挙区の数を1つ減らす緊急是正法が成立し、同年11月26日に区割り作業を開始し、2013年3月29日に内閣総理大臣に勧告した。
2014年4月11日、新しい委員が就任。会長は小早川光郎。

### アダムズ方式の採用
2014年6月19日、衆議院議院運営委員会は、議長の諮問機関である「衆議院選挙制度に関する調査会」の設置を決定。委員は佐々木毅（座長）、荒木毅、岩崎美紀子、大石眞、大竹邦実、加藤淳子、萱野稔人、櫻井敬子、佐藤祐文、曽根泰教、並木泰宗、平井伸治、堀籠幸男、山田孝男の14人が任命され、9月11日に1回目の会合が開かれた。
2015年2月9日、衆議院選挙制度に関する調査会の5回目の会合が開かれ、座長の佐々木毅は、小選挙区定数の新たな案分方式について、都道府県の人口比で小選挙区や比例区の定数を配分する「アダムズ方式」の採用を軸に検討していることを明らかにした。
2016年1月14日、衆議院選挙制度に関する調査会は「議席配分はアダムズ方式により行うべき」との答申書を提出。公明党や民主党は同方式の早期導入を求めたが、安倍晋三首相は「2020年の国勢調査の結果を踏まえた導入」を主張し、委員会などで対立が過熱した。
同年5月20日、衆院選挙制度改革関連法が成立し、公布された。6県（青森県・岩手県・三重県・奈良県・熊本県・鹿児島県）の小選挙区の数を1つ減らすことが決まった。「アダムズ方式」については2020年の国勢調査以降の採用が正式に決まった。区割り審は同年11月から区割り作業を開始。
2017年4月19日、区割り審は、安倍晋三首相に区割り改定案を勧告。定数は戦後最少の465となった。
2019年4月11日、新しい委員が就任。会長は川人貞史。

### 10増10減
2021年6月25日、武田良太総務大臣は閣議で、2020年国勢調査の速報値を報告した。「アダムズ方式」を適用した結果、次々回以降の衆院選から、小選挙区は15都県で「10増10減」、比例区で「3増3減」の定数調整が必要となった。同年11月30日、総務省は国勢調査の確定値を公表。
2022年6月16日、区割り審は、一票の格差を是正する「10増10減」の区割り改定案を岸田文雄首相に勧告した。過去最多の25都道府県、140選挙区の区割りを見直す。
前年11月発表の国政調査の確定値によれば、最も有権者数が少なかった鳥取2区との「一票の格差」は、東京22区の2.096倍が最大となった。区割り審は、格差が2倍以上にならないよう、「10増10減」の作業のほか、多くの選挙区において線引きを変更した。それに伴い、自治体の分割も相当数解消された。福岡1区（2.037倍）のうち、福岡市東区の多々良第一投票区と多々良第二投票区、八田投票区、青葉第一投票区、青葉第二投票区の計5投票区を福岡4区（1.651倍）に移す案を作成した。これにより、鳥取2区との格差は最大で、福岡2区の1.999倍で収まる結果となった。同日、総務省は具体的な区割り図を公表した。区割り勧告に含まれなかったが、比例代表では東京ブロックの定数が2増（17→19）、南関東ブロックの定数が1増（22→23）となる一方、東北（13→12）・北陸信越（11→10）・中国（11→10）の各ブロックの定数が各1減となる。
| 都道府県 | 現 | 新 | 差  |
| -------- | -- | -- | --- |
| 東京     | 25 | 30 | ＋5 |
| 神奈川   | 18 | 20 | ＋2 |
| 埼玉     | 15 | 16 | ＋1 |
| 千葉     | 13 | 14 | ＋1 |
| 愛知     | 15 | 16 | ＋1 |

| 都道府県 | 現 | 新 | 差 |
| -------- | -- | -- | -- |
| 宮城     | 6  | 5  | -1 |
| 福島     | 5  | 4  | -1 |
| 新潟     | 6  | 5  | -1 |
| 滋賀     | 4  | 3  | -1 |
| 和歌山   | 3  | 2  | -1 |
| 岡山     | 5  | 4  | -1 |
| 広島     | 7  | 6  | -1 |
| 山口     | 4  | 3  | -1 |
| 愛媛     | 4  | 3  | -1 |
| 長崎     | 4  | 3  | -1 |

## 委員
委員は、国会議員以外の者であって、識見が高く、かつ、衆議院小選挙区選出議員の選挙区の改定に関し公正な判断をすることができるもののうちから、両議院の同意を得て、内閣総理大臣が任命する（国会同意人事）。任期は5年。
審議会が設立されてから間もない1994年8月12日、読売新聞は「選挙制度に携わったことがある自治官僚（当時。現在は総務官僚）以外の委員は選挙区区割りについて素人とされ、自治省（当時。現在は総務省）の考えに引っ張られやすい」との意見を掲載した。
| 会長     | 川人貞史 | 帝京大学法学部政治学科教授                             |
| 会長代理 | 久保信保 | 一般財団法人自治体衛星通信機構理事長（元・消防庁長官） |
| 委員     | 加藤淳子 | 東京大学大学院法学政治学研究科教授                     |
| 委員     | 宍戸常寿 | 東京大学大学院法学政治学研究科教授                     |
| 委員     | 住田裕子 | 弁護士（元・検事）                                     |
| 委員     | 髙橋滋   | 法政大学法学部教授                                     |
| 委員     | 宮崎緑   | 千葉商科大学国際教養学部長                             |